# Leopold Tritsch
Leopold Tritsch (Brașov, 22 febbraio 1901 – 1981) è stato un calciatore rumeno, di ruolo centrocampista.

## Carriera

### Club
Ha sempre giocato nel campionato rumeno.

### Nazionale
Ha rappresentato la Nazionale rumena in occasione delle Olimpiadi del 1924.